# Kalumburu Road
Die Kalumburu Road ist eine Outback-Piste im äußersten Norden des australischen Bundesstaates Western Australia, in der Kimberley-Region. Sie verbindet die Aborigines-Siedlung Kalumburu mit der Gibb River Road.

## Verlauf
Etwa 110 km nordöstlich des Mount Barnett Roadhouse und 300 km westlich von Kununurra zweigt die Kalumburu Road von der Gibb River Road nach Norden ab. Nach 59 km passiert man die Drysdale River Station, die einzige Tankmöglichkeit auf dieser Strecke bis Kalumburu. Die beiden Abzweigungen, zum Mitchell-River-Nationalpark über die Mitchell River Road und zum Drysdale-River-Nationalpark via Carson River Station, passiert man nach 110 bzw. 189 km. Nach weiteren 19 km ist Kalumburu erreicht. Da die Straße durch Aborigines-Gebiete führt, ist eine Erlaubnis (permit) notwendig.

## Straßenzustand
Die Kalumburu Road ist auf ihrer kompletten Länge unbefestigt, und es gibt zahlreiche Flussquerungen. Daher wird die Straße bei Regen schnell unpassierbar, in der Regenzeit wird sie ganz gesperrt. Während der Trockenzeit benötigt man ein Allradfahrzeug mit ausreichender Bodenfreiheit. Obwohl die Straße regelmäßig planiert wird, wird sie immer wieder zur Waschbrettpiste.